# Monumento Rodoviário Belvedere
O Monumento Rodoviário Belvedere, popularmente conhecido como Monumento Rodoviário da Rodovia Presidente Dutra, ou ainda por Monumento Rodoviário da Serra das Araras, é um monumento, que possui uma área de 54 mil metros quadrados de construção, projetado com o objetivo de marcar o início da chamada "Era Rodoviária do Brasil" (década de 1920) e ser um símbolo da integração nacional. Fica localizado no km 80 da antiga Estrada Rio–São Paulo, e atualmente às margens da Rodovia Presidente Dutra, na pista de descida da Serra das Araras (Km 225 da rodovia), no município de Piraí, estado do Rio de Janeiro.
A construção do Monumento iniciou-se em 18 de maio de 1926, em uma iniciativa do Touring Club do Brasil. Projetado pelo arquiteto Raphael Galvão e com a participação dos engenheiros Chagas Doria e Christiani Nielsen, o local foi planejado para ser um ponto de observação turística e área de descanso para viajantes. Assim, no local, que tem 46 m de altura, há um prédio de dois andares que abriga também um farol para aviação - todo construído em Art déco - com luz rotativa e que tem um alcance de 40km.
Desde a sua inauguração, em 13 de maio de 1938, contou com as instalações de um restaurante, e possuía quatro painéis, com o tema "Construção de Rodovia" do artista plástico Candido Portinari, medindo 0,96 por 7,68 metros, os primeiros com tema social e nacionalista do pintor. Na porção externa do monumento, existiam os oito painéis de baixo relevo do escultor francês Albert Freyhoffer. Todas estas obras com o tema "Construindo Uma Rodovia".
Os painéis têm importância fundamental no conjunto da obra dos dois artistas e marcam a relevância das temáticas sociais nas décadas de 1930 e 1940 nos movimentos de arte no Brasil.
Em 1978, o monumento foi fechado, e o restaurante, desativado. 
Em 27 de agosto de 1990, foi registrado como patrimônio cultural, mas seguiu fechado.
Em outubro de 2000, as obras de Portinari foram retiradas para restauração e levadas para o Museu Nacional de Belas Artes, onde se encontram desde então.
Atualmente, o monumento, que pertence à União, necessita de reformas, e encontra-se abandonado.[carece de fontes?]

## Construção
A construção do monumento foi iniciada em 18 de maio de 1926, com a pedra fundamental lançada em 1928 pelo presidente Washington Luiz, e foi inaugurado em 13 de maio de 1938. Foi criado como área de descanso da rodovia e observação turística ponto, e contava com um amplo restaurante e área de lazer. É composto por 54.000 metros quadrados (580.000 pés quadrados) de construção adjacente à rodovia, com uma área de jardim incluindo um lago e um edifício art déco, 46 metros (151 pés) de altura, com dois andares [1] sob um Torre de 35 metros (115 pés) de altura que tem um farol aéreo no topo.
Foi idealizado pelo Touring Club do Brasil , com projeto de Raphael Galvão, e engenharia de Mario Chagas Doria e Christiani & Nielsen. Seu interior apresentava quatro painéis de Candido Portinari, medindo 0,96 por 7,68 metros (3,1 ft × 25,2 ft), [4] com o tema "Construindo uma rodovia". O exterior tem oito painéis em baixo-relevo de Albert Freyhoffer que mostram a mudança no transporte ao longo do tempo, de uma liteira para uma carruagem e carro de bois até o carro na década de 1930.

## Ação Civil Pública
Em outubro de 2015, o Ministério Público Federal de Volta Redonda entrou com uma ação civil pública para garantir a restauração, a recuperação e a manutenção deste patrimônio histórico, contra "a Concessionária NovaDutra, a União, o Departamento Nacional de Infraestrutura de Transportes (DNIT), o Instituto Do Patrimônio Histórico e Artístico Nacional (Iphan) e o Instituto Estadual do Patrimônio Cultural (Inepac)".
Diante disso, a concessionária NovaDutra afirmou que o contrato de concessão não cobre a manutenção do monumento, embora tenha apresentado um plano para restaurar o monumento que foi aprovado com reservas antes de 2016. Em outubro de 2020, a Justiça Federal concedeu sentença favorável à Ação Civil Pública, ou seja, determinou que a União faça a restauração, recuperação e manutenção do Monumento, mas até a presente data não houve avanços nas obras[carece de fontes?].